# Mahdi Zejdwand
Mahdi Zejdwand (pers.  مهدی زیدوند; ur. 12 sierpnia 1992) – irański zapaśnik w stylu klasycznym. Zajął 34 miejsce na mistrzostwach świata w 2015. Srebrny medalista mistrzostw Azji w 2013 i brązowy w 2016. Brązowy medalista Igrzysk Solidarności Islamskiej w 2017. Pierwszy w Pucharze Świata w 2016 i trzeci w 2017. Mistrz Azji juniorów w 2011, brąz na mistrzostwach świata juniorów w 2012 roku.